# Fuerte Romano de Cramond

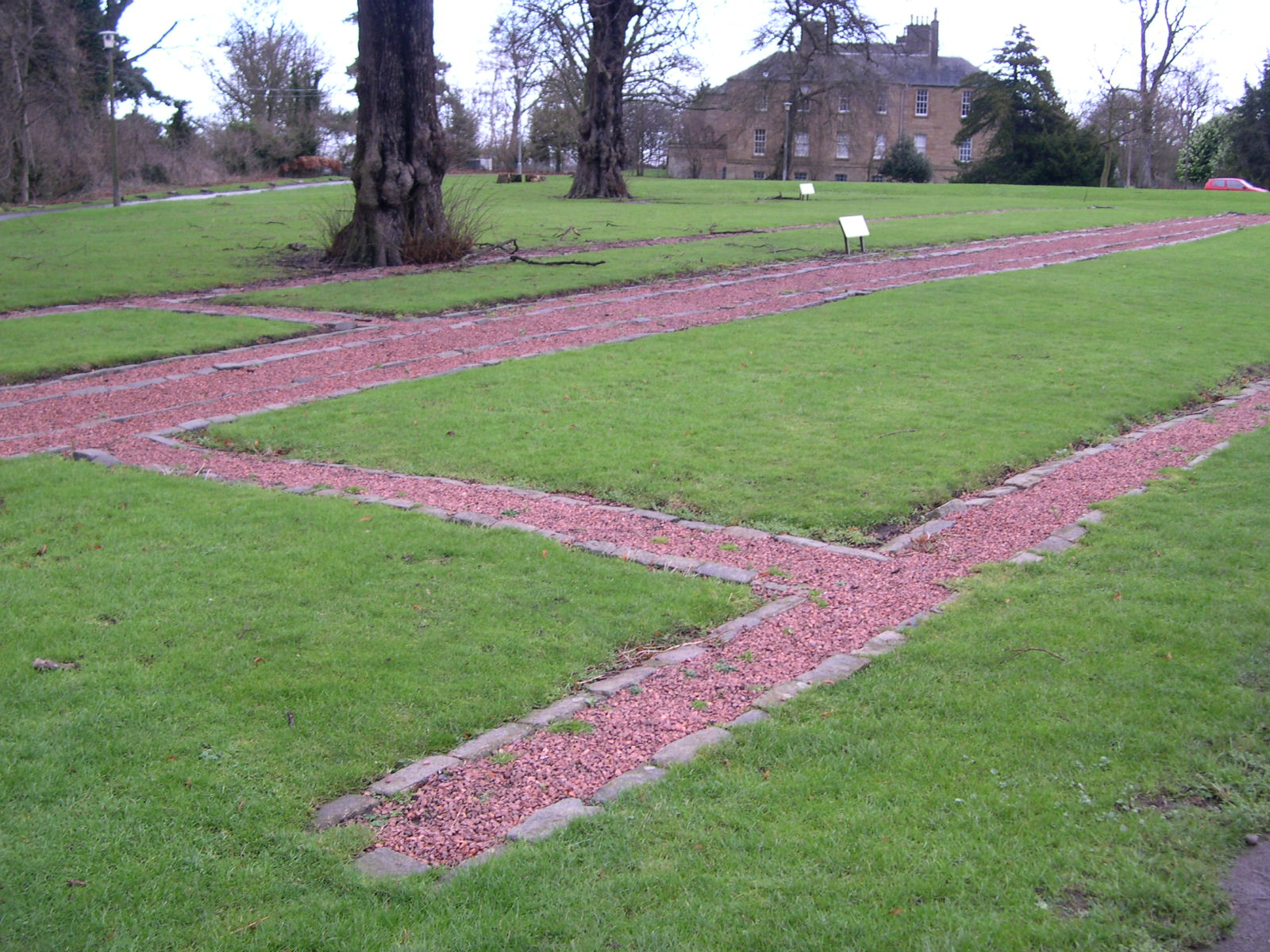
Sitio del emplazamiento del fuerte.

El Fuerte Romano de Cramond es un yacimiento arqueológico en Cramond (Edimburgo, Escocia). El poblamiento puede ser el "Rumabo" listado en el Anónimo de Rávena del siglo VII. El fuerte fue establecido alrededor de 140 y ocupado hasta alrededor de 170, con un periodo posterior de ocupación de alrededor de 208 a 211. Entre los muchos hallazgos arqueológicos se encuentra la escultura llamada "La leona de Cramond".

## Historia
El fuerte de Cramond estaba localizado frente al río Almond, en el punto donde  afluye al rio Forth. En época romana, había probablemente un puerto natural. El fuerte estuvo fue levantado alrededor del año 140 durante la construcción del Muro de Antonino, y permaneció ocupado hasta alrededor del año 170, cuando los romanos retrocedieron al sur del Muro de Adriano. Cuando el Emperador Romano Septimius Severus inició la última incursión romana importante en Escocia (de 208 a 211), el fuerte fue reocupado y ampliado. Durante estos periodos de ocupación un poblamiento civil parece haber existido fuera del fuerte, y alguna ocupación nativa del fuerte parece para tener tenido lugar después del tiempo de Severus en el siglo IV.

## Hallazgos

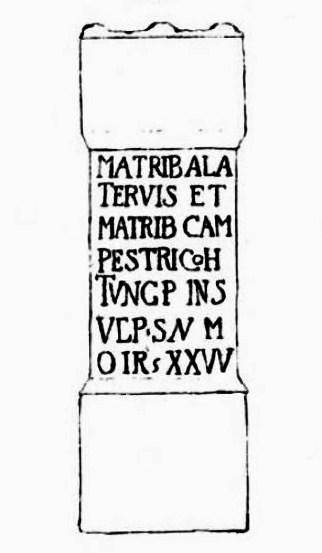
Inscripción romana hallada en Cramond.

Un altar de piedra que fue desenterrado en las tierras de Cramond House, fue originalmente levantado por una cohorte de Tungrianos y estuvo dedicado a "Matres Alatervae et Matres Campestres". Los primeros anticuarios interpretaron esto como referido al sitio donde la piedra fue encontrada, concluyendo que el nombre romano de Cramond era "Alaterva". Esta idea es actualmente no aceptada, y "Alatervae" es ahora considerado un epíteto referido a la Matronae, siguiendo una práctica encontrada en otros lugares del imperio. Se cree que Cramond puede ser el "Rumabo" listado en el Anónimo de Rávena del siglo VII – siendo la forma original del nombre quizás "Carumabo".
Otras piedras encontradas en el fuerte incluyen una centurial piedra de la Legio II Augusta, y un altar "A Júpiter Óptimo Máximo" levantado por la quinta cohorte gala.
La escultura más famosa es el Cramond Lioness recuperada de la desembocadura del río Almond en 1997. La escultura, en piedra arenisca blanca no local, muestra un león devorando su presa, un torso masculino. La escultura era probablemente parte de un monumento de una gran tumba de un oficial romano, quizás el comandante del fuerte o un importante dignatario.

## El sitio hoy
Parte del fuerte está en una área de parque. Se puede ver un edificio de sede, graneros, un taller, junto con otros edificios, restaurados en esbozo. Tableros de información en el sitio enlazan los hallazgos de los últimos 50 años de excavaciones y recrean la vida en el fuerte romano.
Desde 2000 ha habido planes para convertir los restos romanos de Cramond en una atracción turística. Los planes incluyen un centro de visitantes y un museo, alojamiento de la mayoría de los artefactos romanos descubiertos en el área a lo largo de los años, incluyendo la Leona de Cramond.